# 伯森比森
伯森比森（法語：Bœsenbiesen，法語發音：[bøzənbizən] ⓘ）是法国下莱茵省的一个市镇，属于塞莱斯塔-埃尔什泰因区。

## 地理
伯森比森（48°13'41"N, 7°33'51"E）面积3.81 平方千米，位于法国大東部大區下莱茵省，该省份为法国大陆部分最东部的省份，是阿尔萨斯的一部分，今与上莱茵省组成了阿尔萨斯欧洲集体，其南至上莱茵省，西南接孚日省和默尔特-摩泽尔省，西接摩泽尔省，北与德国接壤。
与伯森比森接壤的市镇（或旧市镇、城区）包括：阿托尔赛姆、巴尔德奈姆、埃瑟奈姆、米西格、什沃布赛姆。
伯森比森的时区为UTC+01:00、UTC+02:00（夏令时）。

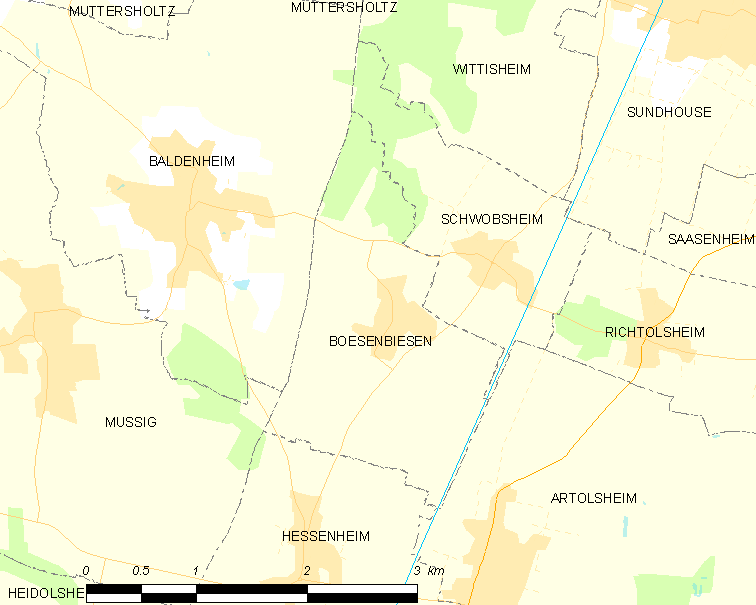
伯森比森的OSM定位图

## 行政
伯森比森的邮政编码为67390，INSEE市镇编码为67053。

## 政治
伯森比森所属的省级选区为塞莱斯塔县。

## 人口

1962-2008年间伯森比森人口变化图示

伯森比森于2022年1月1日时的人口数量为317人。